# جوئل شارون
جوئل ام. شارون (به انگلیسی: Joel M. Charon) جامعه‌شناس و استاد جامعه‌شناسی دانشگاه ایالتی مینه‌سوتا در  مورهد بود. در ۲۴ نوامبر ۱۹۳۹ در مینیاپولیس، مینه‌سوتا، ایالات متحده آمریکا زاده شد و در ۷۹ سالگی در ۷ سپتامبر ۲۰۱۸ در «بیمارستان متدیست پارک نیکولت» در سنت لوئیس پارک، مینه‌سوتا ایالات متحده آمریکا درگذشت.
شارون از دانشگاه مینه‌سوتا مدرک دکتری جامعه‌شناسی دریافت کرد.
در سال‌های ۲۰۰۱–۱۹۷۲ استاد جامعه‌شناسی در دانشگاه ایالتی مینه‌سوتای مورهد بود و همان‌جا بازنشسته شد.
شارون نویسنده تعدادی مقاله و کتاب دانشگاهی هست که به چند زبان ترجمه شده است.